# قطعنامه ۹۲۳ شورای امنیت
قطعنامه  ۹۲۳ شورای امنیت سازمان ملل متحد که در تاریخ ۳۱ مه ۱۹۹۴ تصویب شد، سندی بین‌المللی دربارهٔ سومالی است. این قطعنامه طی نشست ۳۳۸۵ام با ۱۵ رای موافق، ۰ مخالف و ۰ ممتنع تصویب شد.